# 毛枝卷柏
毛枝卷柏（学名：Selaginella trichoclada）为卷柏科卷柏属下的一个种。

## 扩展阅读
- 維基物種上的相關：毛枝卷柏